# Тарасенко-Отрешков, Иван Аполлонович
Иван Аполлонович Тарасенко-Отрешков (1849 — не ранее 1910) — российский государственный деятель, вице-губернатор Уральской области, Тамбовской и Пензенской губерний.

## Биография
Происходил из малороссийского дворянского рода Тарасенко-Атрешковых. Родился 20 июля (1 августа) 1849 года в семье Аполлона Ивановича Тарасенко-Отрешкова, младшего брата Н. И. Тарасенко-Отрешкова, имевшего имение в Скопинском уезде Рязанской губернии.
В службу вступил 27 декабря 1873 года.
В 1891—1892 годах был председателем земской управы Скопинского уезда.
Имя чин коллежского советника, 26 декабря 1902 года был назначен вице-губернатором в Уральскую область. С 24 апреля 1904 года он занимал должность Астраханского вице-губернатора.
Был произведён в действительные статские советники 17 апреля 1905 года и спустя год, 14 июня 1906 года, стал Тамбовским вице-губернатором, а с 15 декабря 1908 года по 26 апреля 1910 года занимал должность вице-губернатора в Пензенской губернии.

## Награды
- орден Св. Анны 3-й ст. (1898)
- орден Св. Станислава 2-й ст. (1901)
- орден Св. Владимира 4-й ст. (1906)
- персидский орден Льва и Солнца 1-й ст. (1907)

## Семья
Был женат на Софье Николаевне Апрелевой (1860—?). Их дети:
- Николай (25.10.1880—?)
- Иван (03.02.1882—21.04.1938)[2][3]